# Euphorbia parviflora
Euphorbia parviflora är en törelväxtart som beskrevs av Carl von Linné. Euphorbia parviflora ingår i släktet törlar, och familjen törelväxter. Inga underarter finns listade i Catalogue of Life.